# Peter Bergared
Michael-Peter Bergared, född 13 januari 1955 i Solna församling, Stockholms län, är en svensk skådespelare.

## Biografi
Bergared genomgick skådespelarutbildning vid Marionetteatern i Stockholm 1973–1975 samt kurser i akrobatik och mim vid Dramatiska Institutet 1973–1977. Han var med att bilda den fria teatergruppen Jordcirkus 1977. Han engagerades 1989 vid Uppsala stadsteater och har därefter varit engagerad vid Teater Västernorrland, Stockholms stadsteater och Regionteatern Blekinge-Kronoberg. Han arbetar också som pjäsförfattare.
Han är gift med skådespelaren Marika Lagercrantz.

## Filmografi
- 1993 – Drömmen om Rita
- 1998 – S:t Mikael (TV-serie)
- 2000 – Där våldet slutar börjar kärleken
- 2002 – Utan titel (I Love Johan)
- 2006 – Min frus förste älskare
- 2007 – Underbar och älskad av alla
- 2010 – Att sträcka ut en hand (kortfilm)
- 2016 – Gentlemen & Gangsters (TV-serie)

## Teater

### Roller (ej komplett)
| År   | Roll                                         | Produktion                                                              | Regi               | Teater                                              |
| ---- | -------------------------------------------- | ----------------------------------------------------------------------- | ------------------ | --------------------------------------------------- |
| 1987 | Berättaren                                   | Röda nejlikan (The Scarlet Pimpernel) Emma Orczy                        | Marika Lagercrantz | Jordcirkus                                          |
| 2006 | Camillo                                      | En vintersaga (The Winter's Tale) William Shakespeare                   | Martha Vestin      | Helsingborgs stadsteater/ Sommarteater på Krapperup |
| 2016 |                                              | Som ni vill ha det (As you Like it) William Shakespeare                 | Martha Vestin      | Helsingborgs stadsteater på Sofiero slott           |
| 2017 | Fader Francis Knut Kålroth Första budbäraren | Mycket väsen för ingenting (Much Ado About Nothing) William Shakespeare | Pelle Öhlund       | Östgötateatern                                      |

### Pjäser
- Abraham/Ibrahim
- Perseus

### Fotnoter
1. 1 2  ”Peter Bergared”. Svensk Filmdatabas. http://sfi.se/sv/svensk-filmdatabas/Item/?type=PERSON&itemid=179435&ref=%2ftemplates%2fSwedishFilmSearchResult.aspx%3fid%3d1225%26epslanguage%3dsv%26searchword%3dPeter+Bergared%26type%3dPerson%26match%3dBegin%26page%3d1%26prom%3dFalse. Läst 3 oktober 2012.
2. ↑  Flakierski, Gregor. ”Teater: Abraham/Ibrahim, Teater Västernorrland” (på svenska). Tidningen Kulturen. Arkiverad från originalet den 5 september 2019. https://web.archive.org/web/20190905065412/https://tidningenkulturen.se/arkiv/183-scenkonst/kritik/3400-teater-abrahamibrahim-teater-vernorrland. Läst 5 september 2019.
3. ↑  ”Marika Lagercrantz: Det är miraklet i mitt liv”. Allas.se. 26 december 2015. Arkiverad från originalet den 5 september 2019. https://web.archive.org/web/20190905065351/https://www.allas.se/noje/marika-lagercrantz-jag-var-en-duktig-flicka-med-standigt-ont-i-magen/. Läst 5 september 2019.
4. ↑  Lars Linder (12 juli 1987). ”Jordcirkus på turné: Oemotståndlig Röd Nejlika”. Dagens Nyheter:  s. 14. https://arkivet.dn.se/tidning/1987-07-12/185/14. Läst 4 mars 2022.
5. ↑  Östgötateatern (4 september 2017). ”Premiär för lustfylld Shakespeare-komedi”. Pressmeddelande.  Läst 6 oktober 2024.